# Smithsonidrilus edgari
Smithsonidrilus edgari är en ringmaskart som beskrevs av Erséus 1993. Smithsonidrilus edgari ingår i släktet Smithsonidrilus och familjen glattmaskar. Inga underarter finns listade i Catalogue of Life.